# دبیرستان البرز
دبیرستان ماندگار البرز (پیش‌تر: کالج آمریکایی‌ها، کالج البرز) یکی از مراکز آموزشی قدیمی و معتبر تهران است. این دبیرستان که از نخستین نمادهای آموزشی در ایران است در شمال‌غربی چهارراه کالج، کوچه البرز قرار دارد. دبیرستان البرز (کالج آمریکایی‌ها)، پس از کالج انگلیسیها و دارالفنون، یکی از نهادهای آموزشی پرافتخار بوده‌است. این دبیرستان به‌دلیل نمای رشته‌کوه البرز در پس، البرز نام گرفته‌است، که امروزه به‌دلیل توسعه شهری قابل‌مشاهده نیست.دوران طلایی و اوج معروفیت این دبیرستان به دوران ریاست دکتر مجتهدی برمیگردد. همچنین لازم به‌ ذکر است که این دبیرستان قدیمی‌ترین مدرسه فعال کشور می‌باشد.
در سال ۱۲۵۲ هجری خورشیدی، مدرسه ابتدایی آمریکایی‌ها در تهران تأسیس شد و ۱۲۷۸، هم‌زمان با مدیریت ساموئل جردن دبیرستان شد. این دبیرستان، ۱۳۰۱ هجری خورشیدی به جای کنونی‌اش در چهارراه کالج انتقال یافت و کالج آمریکایی‌ها یا کالج البرز نامیده می‌شد. ۱۳۱۹ هجری خورشیدی، به‌دستور دولت وقت ایرانیان مدیریت این کالج را برعهده گرفتند و نام آن به دبیرستان البرز تغییر یافت. مساحت دبیرستان که بخشی از آن به دانشگاه صنعتی امیرکبیر اختصاص یافته، ۴۵ هزار مترمربع است. این دبیرستان، ۱۱ هزار مترمربع زیربنا و ۱۰ هزار مترمربع فضای سبز دارد. بنای اصلی این دبیرستان از نخستین آثار نیکلای مارکف، معمار تفلیسی است که آثار ماندگار زیادی در ایران دارد. ساختمان مرکزی البرز و ساختمان علوم این دبیرستان، به‌عنوان آثار ملی ایران به‌ثبت رسیده‌اند. دبیرستان البرز به‌دلیل قدمت و سوابق درخشان علمی، آموزشی و فرهنگی در شانزده اسفند ۱۳۸۵ از سوی شورای‌عالی آموزش و پرورش، از مدارس ماندگار ایران شناخته شد. هم‌اکنون این دبیرستان از طریق آزمون ورودی دانش‌آموز می‌پذیرد.

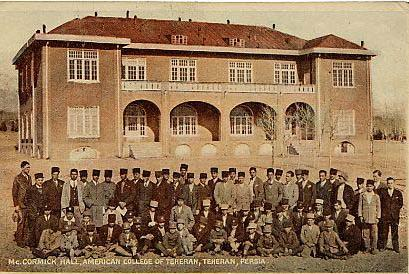
عکس یادگاری در مقابل سالن مک کورمیک کالج آمریکایی تهران در سال ۱۳۰۹ هجری خورشیدی

تصویر نمای جنوبی ساختمان مرکزی البرز و ورودی آن بر روی جلد سده‌نامه دبیرستان البرز

## تاریخچه
در سال ۱۲۵۰ خورشیدی و در بیست‌وچهارمین سال سلطنت ناصرالدین شاه قاجار، یک هیئت مبلغ مذهبی کاتولیک آمریکایی به ریاست جیمز باسِت (James Bassette) به ایران آمد و در ساختمان اتابک در خیابان لاله‌زار کنونی مستقر شد و شروع به کار کرد. ۱۸۷۳ میلادی (۱۲۵۲ خورشیدی)، این هیئت دست‌به‌کار تأسیس دبستانی در نزدیکی دروازه قزوین شد که بعدها سنگ بنای کالج آمریکایی‌ها و سپس دبیرستان البرز شد. فعالیت این مدرسه در سال نخست با ده دانش آموز آغاز شد و به تدریج پذیرش دانش‌آموز در آن، افزایش یافت، به‌گونه‌ای‌که ۱۸۸۶ میلادی، شمار دانش‌آموزان آن به صد رسید.
در این سال ساموئل وارد برای فعالیت فرهنگی میسیون آمریکایی وارد تهران شد. این هیئت، ۱۲۶۶ در خیابان قوام السلطنه (اسبق)، مارشال استالین (سابق)، سی تیر (کنونی) قطعه‌زمینی خرید. کلنگ بنای ساختمان مدرسهٔ جدید، ۲۱ سال پیش از صدور فرمان مشروطیت، از سوی ناصرالدین شاه بر زمین زده‌شد و ۱۲۶۶، ساختن آن پایان یافت. در این زمان مدرسه، شش کلاس و پنجاه دانش آموز داشت و ریاست آن را مستر وارد بر عهده داشت.
با تأسیس این مدرسه، که شبانه‌روزی اداره می‌شد، دانش‌آموزان از مدرسه دروازه قزوین به آن انتقال یافته و به‌تدریج با رونق آن، دانش‌آموزان مسلمان نیز به مدرسه راه یافتند. این مدرسه کتاب‌خانه بزرگی با حدود ۲۵۰۰۰ جلد کتاب داشت.
زمینهای مورد استفاده برای ساخت کالج آمریکایی تا اوایل سلطنت رضاشاه متعلق به میرزا حسن مستوفی‌الممالک بود. در این زمان هیئت آمریکایی تصمیم به خرید این زمینها برای ساخت کالج گرفت. نماینده هیئت آمریکایی در زمانی که مستوفی الممالک برای شکار در بیرون شهر بود موفق به دیدار و مذاکره با او شدند. مستوفی الممالک نقشه‌های مربوط به بنای مدرسه را دید و ضمن قبول واگذاری زمین برای ساخت مدرسه مبلغ صد هزار دلاری که هیئت آمریکایی برای پرداخت بهای زمین آورده بود را به آنها بازگرداند تا از صرف ساخت ساختمانهای کالج البرز شود.

## مدیریت ساموئل مارتین جردن
۱۸۹۸ میلادی (۱۲۷۷ خورشیدی)، مستر وارد از ایران به آمریکا رفت و در همان سال  ساموئل مارتین جردن به ایران رهسپار شد و یک‌سال بعد، ۱۲۷۸ خورشیدی، ریاست مدرسه را بر عهده گرفت. با ورود وی به ایران و قرار گرفتن او به عنوان مدیر، مدرسه تحول قابل ملاحظه‌ای یافت. در این سال، در کنار شش کلاس دبستان، دو کلاس دبیرستان نیز به آن افزوده‌شد و کم‌کم دبیرستان چهار کلاسه‌ای شد، که با ا افزودن دو کلاس دیگر در ۱۲۹۲ خورشیدی (۱۹۱۳ میلادی)، دوره ۱۲ ساله تحصیلی کامل شد. در همین سال، زمینی بیرون از دروازه یوسف‌آباد به مساحت ۱۶ هکتار را، که از املاک جنوبی بهجت‌آباد بود، خریدند. ۱۲۹۴ خورشیدی (۱۹۱۵ میلادی)، ساختمانی برای اقامت  جردن در آن‌جا بنا شد و سه سال بعد، نخستین ساختمان شبانه‌روزی، که آن زمان تالار مک‌کورمیک (Maccormick Hall) نامیده می‌شد، و ساختمان دیگری در جنوب اقامت‌گاه  آقای جردن پایان یافت. ۱۳۰۱ خورشیدی، محل مدرسه به محل کنونی، در چهارراه کالج، انتقال یافت.
۱۳۰۳ خورشیدی (۱۹۲۴ میلادی)، یک آمریکایی به نام رولستون (Rollestone) مخارج ساختمان اصلی دبیرستان (ساختمان مرکزی دبیرستان البرز) را پرداخت و یک سال بعد که این بنا آماده شد، دو ساختمان اصلی کلاه‌فرنگی دبیرستان البرز را نیکلای مارکف، معمار گرجستانی ساخت و کلاس‌های متوسطه از محل پیشین به این ساختمان منتقل شد. ۱۳۰۸، این مدرسه به کالج ارتقا یافت. نام چهارراه کالج در تقاطع خیابان حافظ و خیابان انقلاب یادآور روزهای شکوفایی این مؤسسه آموزشی است. ۱۳۱۲ خورشیدی، آمریکایی دیگری به نام خانم هری‌مور (Harrymore) به ایران آمد و ساختمان دیگری برای شبانه‌روزی به نام تالار لینکلن و یک ساختمان کوچک بیمارستان، که ضمیمه ساختمان اصلی بود ساخته‌شد.
نخستین بار در دوران ساموئل مارتین جردن، آموزش ورزش‌هایی چون فوتبال، بسکتبال و والیبال به کلاس‌های دبیرستان اضافه شد و پنج سال بعد از افتتاح دبیرستان، نخستین ساختمان شبانه‌روزی کالج آمریکایی به نام مک‌کورمیک‌هال هم در محوطه کالج بنا شد. وی در ۴۰ سال حضور در ایران، در مدرسه اصلاحات اساسی کرد و دروس دبیرستانی و پیش‌دانشگاهی را به آن افزود.
جردن برای دروغ‌گفتن ده شاهی جریمه تعیین کرده‌ بود. اگر از دانش‌آموزی درس می‌پرسید و او بلد نبود، می‌گفت: «کلّه به کار، کدو کنار.» با سیگار کشیدن به شدت مخالف بود و اگر در جیب کسی سیگار پیدا می‌کرد، او را یک تومان جریمه می‌کرد. می‌گفت: «سیگار لوله بی‌مصرفی است که یک سر آن آتش و سر دیگر آن احمقی است!»
اگر شاگردی را می‌دید که هنگام راه‌رفتن سرش به پایین است، به او تذکر می‌داد: «مگر مرغی و می‌خواهی دانه جمع کنی؟ سرت را بالا بگیر و راست راه برو»
استادان معروف دانشگاه و دانشمندان دعوت می‌شدند تا برای شاگردان مدرسه البرز صحبت کنند. آقای جردن می‌گفت: «بچه‌ها مملکت شما سابقهٔ درخشانی داشته‌است. بازگشت به آن روزگار درخشان بستگی به همت و شجاعت و کوشش شما دارد. امیدوارم حرف من در گوش و قلب شما باشد و برای ملت و کشورتان مفید شوید.»

## دبیرستان البرز در اختیار ایرانیان

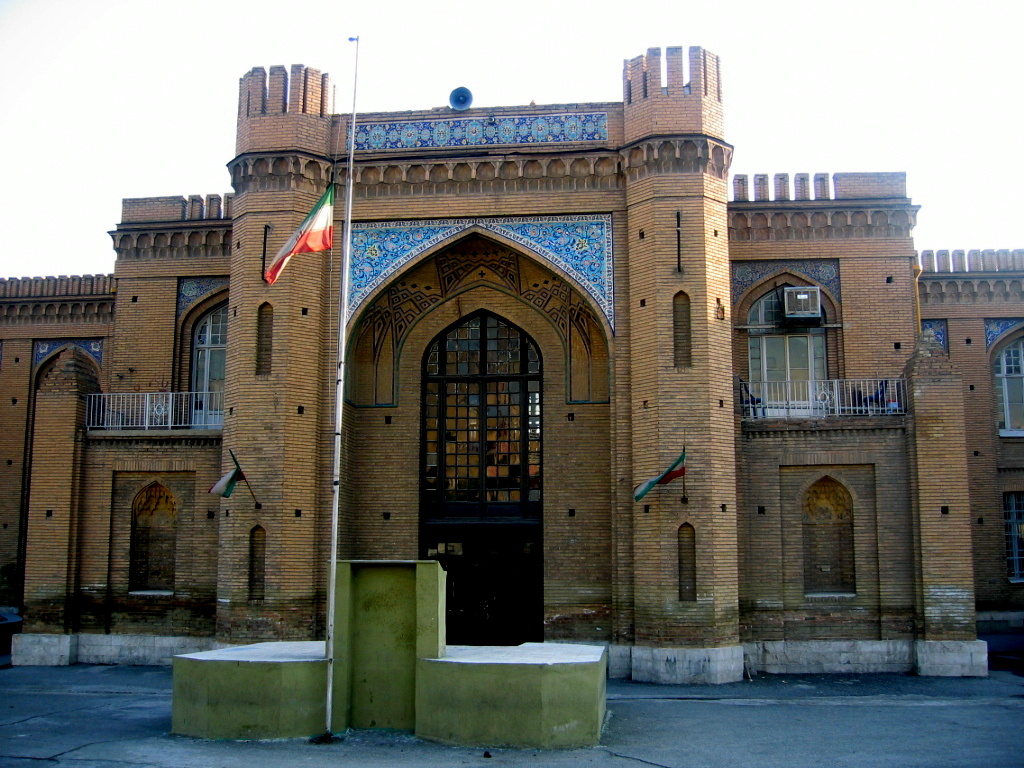
ورودی شمالی ساختمان مرکزی دبیرستان البرز

۱۳۱۹ خورشیدی، دولت وقت ایران به دستور رضا شاه، کالج البرز را ده میلیون ریال (یک میلیون تومان) از آمریکایی‌ها خرید و در واقع، اختیار آن را از آنان سلب کرد. نام کالج به دبیرستان البرز تغییر یافت و پس از آن معلمان خارجی به تدریج ایران را ترک کردند. از ۱۳۱۹، پس‌ازآن‌که آمریکایی‌ها کالج البرز را ترک کردند، ایرانی‌ها مسئول اداره آن شدند و نخستین ایرانی که به‌جای آقای جردن، رئیس البرز شد، وحید تنکابنی بود.
مارتین جردن با همسرش، پس از ۴۰ سال ریاست کالج آمریکایی تهران، به آمریکا بازگشت. ۱۳۲۳، او بار دیگر به ایران سفر کرد. بازگشت آقای جردن به ایران با استقبال شاگردانش روبه‌رو و مراسمی در بزرگ‌داشت او برگزار شد. یکی از تالارهای دبیرستان البرز به افتخار او نام گذاشته‌شد و سردیسی سنگی به سفارش اللهیار صالح رئیس کانون فارغ‌التحصیلان کالج، از سوی ابوالحسن‌خان صدیق، پدر مجسمه‌سازی ایران، از آقای جردن ساخته و در ورودی تالار اصلی مدرسه نصب شد. این مجسمه که آن زمان ۵۰۰۰ تومان برای ساختش هزینه شده‌بود، پس‌از انقلاب برداشته و به روایتی به کتابخانه دانشگاه امیرکبیر برده‌شد و به روایتی دیگر در یکی از آزمایشگاه‌های دبیرستان نگه‌داری می‌شود.
مارتین جردن در سال ۱۳۳۳ در ۸۱ سالگی در آمریکا درگذشت. خیابان جردن در تهران به افتخار وی نام گذاشته‌شد.

## مدیریت محمدعلی مجتهدی (۱۳۵۷–۱۳۲۳)

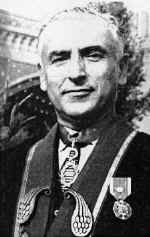
محمدعلی مجتهدی گیلانی که دوره ۳۴ ساله مدیریت وی، درخشان‌ترین دوران دبیرستان البرز بود

۱۳۲۳ خورشیدی، محمدعلی مجتهدی گیلانی، استاد دانشکده فنی دانشگاه تهران و بنیان‌گذار دانشگاه صنعتی شریف، مدیر دبیرستان البرز شد. ۳۴ سال مدیریت او، درخشان‌ترین دوره دبیرستان البرز بوده‌است. دبیرستان البرز نخستین مرکزی بود که از دانش‌آموزان بااستعداد شهرستان‌ها، دانش‌آموز می‌پذیرفت. دبیرستان البرز، در این دوره به جایی رسید که نفرات اول کنکور در بیشتر دانشگاه‌های ایرانی، چندین سال پیوسته از دبیرستان البرز بودند.کاظم قلم‌چی در خاطرات خود بیان می‌کند: «۱۳۵۲ که در دانشکده فنی دانشگاه تهران قبول شدم از ۸۰ دانشجوی رشته ساختمان دانشکده فنی، تقریباً ۴۰ نفر، دانش‌آموز دبیرستان البرز بودند». سطح آموزش در این دوره به‌تدریج به جایی رسید که در دوره کوتاهی پیش‌از انقلاب، دانشگاه صنعتی اصفهان، دانش‌آموختگان البرز را با مصاحبه و بدون شرکت در کنکور سراسری می‌پذیرفت.
محمدعلی مجتهدی در خاطراتش دربارهٔ انتخاب دانش‌آموزان گفته‌است: «از (نمره) بیست شروع می‌کردند، می‌آمدند پایین تا شانزده، ظرفیت که تمام می‌شد. بقیه پا می‌شدند و می‌رفتند. این عمل را من انجام می‌دادم که اینها بفهمند که اینجا تبعیض و استثنایی نیست. بعد هم سفارش از هر مقامی می‌آمد، از دربار گرفته تا جای دیگر، گوشم به این حرف‌ها بدهکار نبود. با استثنا کسی را نمی‌پذیرفتم».
در زمان مدیریت محمدعلی مجتهدی، استادان مطرحی کادر آموزشی را تشکیل می‌دادند. برای اینکه اسم دانش‌آموز اثری بر نمره‌اش نداشته‌باشد، بالای پاسخ‌نامه، پِرفُراژ داشت و کنده می‌شد و فقط با شماره مشخص می‌شد. اگر دانش‌آموزی روی برگه علامت می‌گذاشت، صفر می‌گرفت و به احتمال زیاد سال بعد در دبیرستان ثبت نام نمی‌شد.
نظم و انضباط برای محمدعلی مجتهدی بسیار اهمیت داشت. در آن دوران پوشیدن هر لباسی که دارای نوشتهٔ غیرفارسی یا پرچم کشور دیگر، ممنوع بود. اگر موردی دیده‌می‌شد، آن آرم یا پرچم خارجی را می‌بریدند و به دست دانش آموز می‌دادند. بلند کردن موی سر و هرگونه هیپی‌گری ممنوع بود. سیگار کشیدن اکیداً ممنوع بود و بااینکه دبیرستان بزرگ بود، اگر در دست دانش‌آموزی سیگار می‌دید، او را تنبیه می‌کرد. معلم‌ها در کلاس دو راه تنبیه داشتند، یکی «تذکر» و دیگری «اخراج». اگر به دانش‌آموزی تذکر داده‌می‌شد، یک نمره از انضباط او کم می‌شد، و اگر از کلاس اخراج می‌شد، چهار نمره از انضباطش کم می‌شد. دانش‌آموزی که چند بار در سال تحصیلی اخراج می‌شد، شانس کمی برای ثبت نام دوباره در دبیرستان داشت.
«درواقع نظم و انضباطی که (مجتهدی) در کادر آموزشی البرز برقرار کرده بود باعث استثنایی شدن البرز شده بود، چیز دیگری نبود؛ البته یک مزیتی هم که البرز داشت این بود که دبیرستان مستقل اداره می‌شد و تابع وزارت فرهنگ نبود؛ در نتیجه مجتهدی می‌توانست معلم‌هایی را بیاورد که جاهای دیگر هم آن‌ها را می‌خواستند، ولی خب هر مدرسه‌ای پول استخدام این معلم‌ها را نداشت؛ بنابراین، معمولاً، نه همیشه، کادر البرز نسبت به بقیه دبیرستان‌ها بسیار بهتر بود.»
هزینه‌های دبیرستان البرز پیش از انقلاب، از راه شهریه‌ای که از دانش آموزان می‌گرفتند تأمین می‌شد. اگر مدیری یقین می‌کرد که دانش‌آموز بااستعدادی توانایی پرداخت شهریه ندارد، نه تنها از او شهریه نمی‌گرفت، که به او و خانواده‌اش کمک مالی نیز می‌کرد. پاییز ۱۳۵۳، همه مدارس ملی موظف شدند که از دانش‌آموزان شهریه نگیرند و اگر گرفته‌اند، پس بدهند. مجتهدی ماه‌ها قبل، از این بخش‌نامه اطلاع داشت و برای سال تحصیلی ۵۳ به بعد از کسی شهریه نگرفت. در آن زمان البرز، خواب‌گاه دانش‌آموزی نیز داشت و برای دانش‌آموزان کم‌بضاعت، کمک هزینه تحصیلی می‌پرداخت و نمونه‌ای از یک مدرسه دولتی با کیفیت عالی بود.
۱۳۳۷ و در پی تصمیم دولت به تأسیس دانشگاه پلی تکنیک تهران (دانشگاه امیرکبیر)، به‌تدریج نزدیک‌به صدهزار مترمربع از زمین این دبیرستان و حتی خانه  جردن به آن دانشگاه واگذار شد. بااین‌حال در دوران ریاست آقای مجتهدی، چندین ساختمان ساخته، به ساختمان‌های البرز افزوده شد، که سالن سرپوشیده ورزش (۱۳۳۸)، ساختمان سفید (۱۳۳۹) و ساختمان جدید (۱۳۴۶) از آن جمله بودند. همچنین در همین زمان، حسین امانت که خود در گذشته از دانش‌آموزان البرز بود نقشه ۲۲ هزار مترمربع ساختمان را بی‌دست‌مزد برای مدرسه طرح کرد. امکانات آموزشی ویژه‌ای که در دبیرستان البرز با دقت نظر و مدیریت آقای مجتهدی تدارک دیده شده‌بود، از جمله فضاهای جداگانه برای کتابخانه، آزمایشگاه، سالن و زمین ورزش، کارگاه، سالن تئاتر و تجهیزات آموزشی، در کمتر فضای آموزشی آن روز ایران دیده می‌شد.
محمدعلی مجتهدی ۳۴ سال مدیر دبیرستان البرز ماند. علینقی عالیخانی در خاطرات خود می‌گوید: «تمام زندگی دکتر مجتهدی البرز بود؛ به‌طوری‌که وقتی مقداری از املاک پدری‌اش را فروخت و خواست در تهران خانه‌ای برای خودش درست بکند رفت زمینی را درست کنار دبیرستان البرز خرید و آنجا برای خودش خانه ساخت تا بتواند هر روز آن‌طرف کوچه و دیوار را ببیند و برای رفتنش به البرز صحبت صد قدم راه باشد.» مجتهدی توجه خاصی به دانش‌آموزان بااستعداد و رشد علمی آنان داشت. او معتقد بود که دانشجویان باید براساس شایستگی خود پذیرفته شوند. به خاطر همین پایبندی به اصول و اعتقاداتش با افرادی که نفوذ سیاسی داشتند دچار مشکل می‌شد. شایستگی او در مدیریت این مدرسه موجب شد که دبیرستان البرز در اکثر کشورهای اروپایی و آمریکا به عنوان یکی از بهترین نهادهای آموزشی ایران شناخته شود. او البرز را با ظرفیت حدود ۷۰۰ دانش‌آموز تحویل گرفت و به ظرفیت ۵۵۰۰ دانش آموز در سال ۱۳۵۸–۱۳۵۷ رسانید.  مجتهدی در هر پست و مقامی ریاست دبیرستان البرز را ترک نکرد.

## دبیرستان البرز پس از انقلاب ۱۳۵۷
پس از انقلاب و کنار گذاشته شدن آقای مجتهدی، دبیرستان البرز رو به افول گذاشت. در سال ۱۳۶۴، دو ساختمان سفید و شبانه‌روزی و حیاط‌های آن‌ها به تربیت معلم شهید شرافت واگذار و از مجموعه البرز جدا شد. ۱۳۷۰ در راستای انتخاب مدارس به عنوان مدرسهٔ نمونهٔ مردمی، دبیرستان البرز دوباره به عنوان یک دبیرستان خوب مطرح شد. در ابتدای دههٔ ۷۰ خورشیدی و در دوره مدیریت باقر دزفولیان، بار دیگر البرز اوج گرفت و شاهد درخشش دانش‌آموزانش در آزمون سراسری دانشگاه‌ها، جشنوارهها و المپیادهای علمی بود. ۱۳۷۶، با همت  حسین امینی‌پور از دانش‌آموختگان البرز و در زمان وزارت مصطفی میرسلیم که وی نیز دانش‌آموخته البرز است، ساختمان مرکزی و ساختمان علوم (شرق دبیرستان) با شماره ثبت ۲۰۰۰، از آثار ملی شدند. پس از لغو «نمونه مردمی» بودن مدارس در ۱۳۷۷، این دبیرستان نیز مانند دیگر مدارس دولتی بدون آزمون ورودی به ثبت نام دانش آموزان پرداخت و رو به یک دبیرستان عادی شدن رفت. اما این دبیرستان از ۱۳۸۵، دبیرستان ماندگار شد و در پی آن، از ۱۳۸۶، دانش‌آموزان دوباره با شرط معدل و آزمون ورودی پذیرفته می‌شوند.

## مشخصات ساختمان دبیرستان

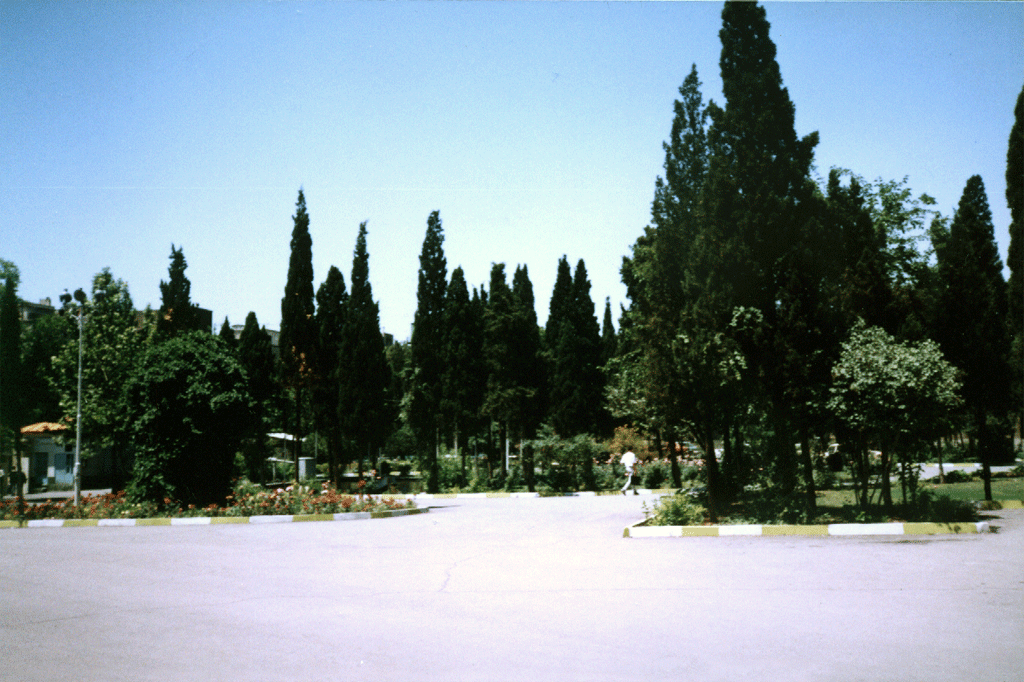
محوطه ورودی دبیرستان البرز

دبیرستان البرز، با حیاط و باغی بزرگ، شامل مجموعه‌ای از ساختمان‌های قدیمی و جدید است. از قدیمی‌ترین آن‌ها می‌توان به ساختمان علوم اشاره کرد. ساختمان علوم، ۱۲۹۷ در جنوب خانه جردن بنا و به تالار «مک‌کورمیک» معروف شد. خانه جردن بعدها تخریب و به‌جایش ساختمانی برای اسکان کارمندان مجموعه بنا شد. ۱۳۰۳، ساختمان مرکزی دبیرستان البرز را که در آن زمان ساختمان مرکزی «رولستن» نامیده می‌شد، در جای کنونی ساختند که ۵ سال پس از ساختمان علوم بنا شد. بنای ساختمان مرکزی، نماهای متقارن دارد و افزون‌بر تکرار الگوی پنجره‌ها، نمای شمالی و جنوبی ورودی اصلی ساختمان با ایوانی بلند در نما، سبکی ویژه دارد. نمای شمالی و جنوبی نیز یکسان هستند و با هفت دهانه نورگیر و ستون‌های آجری و کاشی‌کاری‌های بالای قوس پنجره‌ها تزئین شده‌اند. ورودی مدرسه با ۹ پله در سطح بالاتری قرار دارد و در دو سوی آن، دو برج در دو سوی ایوان، ورودی را مشخص‌تر می‌کند. ازاره‌های سنگی دورتادور بنا را فراگرفته و همه بنا از آجر است.
بنای آجری دبیرستان البرز بسیار خوب ساخته‌شده و هنوز پس‌از سال‌ها، استحکام و پایداری‌اش را حفظ کرده‌است.
حدود ۹۰ درصد از مصالح بنا از آجر است و ازاره‌های سنگی دورتادور بنا را دربر گرفته و کتیبه‌های کاشی‌کاری‌شده فیروزه‌ای رنگ در برخی جاها به زیبایی بنا افزوده‌است.
ستون‌های سراسری مرکزی بنا، بدنه سنگی دارد و کف فضاهای داخلی نیز سنگ‌فرش شده‌است.

## مدیران دبیرستان

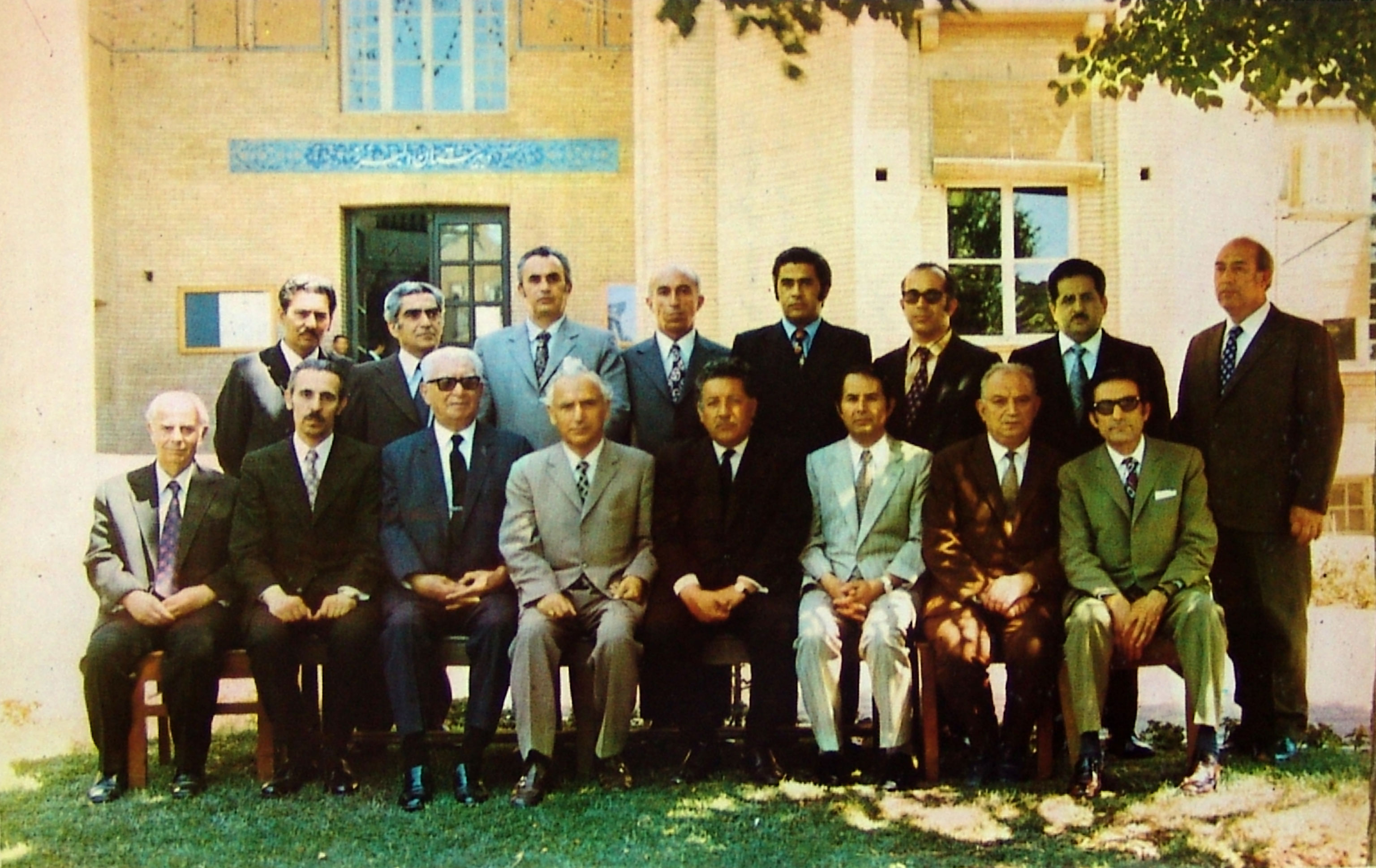
محمدعلی مجتهدی و پرسنل دبیرستان البرز (۱۹۷۰ میلادی، ۱۳۴۹ هجری خورشیدی)

این دبیرستان تاکنون چندین مدیر داشته که نام‌شان در زیر آمده‌است:
| نام مدیر (دوره مدیریت)                     |
| ------------------------------------------ |
| باسِت (۱۲۵۲ تا ۱۲۶۶)                        |
| وارد (۱۲۶۶ تا ۱۲۷۷)                        |
| ساموئل مارتین جردن (۱۲۷۸ تا ۱۳۱۹)          |
| محمد وحید تنکابنی (۱۳۱۹ تا ۱۳۲۰)           |
| علی محمد پرتوی (منیع الملک) (۱۳۲۰ تا ۱۳۲۱) |
| حسن ذوقی (۱۳۲۱)                            |
| لطفعلی صورتگر (اسفند ۱۳۲۱ تا مرداد ۱۳۲۳)   |
| محمد علی مجتهدی (۱۳۲۳ تا ۱۳۵۷)             |
| حسین خوشنویسان (۱۳۵۷ تا ۱۳۵۸)              |
| حسن پورزاهد (۱۳۵۸ تا ۱۳۵۹)                 |
| ناصر ناصری (۱۳۵۹ تا ۱۳۶۰)                  |
| اسماعیل صادق کاظمی (۱۳۶۳)                  |
| رجبعلی یاسی‌پور تهرانی (۱۳۶۳ تا ۱۳۶۵)       |
| ناصر ملااسدالله (۱۳۶۵)                     |
| علی مزارعی (۱۳۶۵ تا ۱۳۶۷)                  |
| عباس فیض (۱۳۶۷)                            |
| حسین خوشنویسان (۱۳۶۷ تا ۱۳۶۹)              |
| باقر دزفولیان (۱۳۷۰ تا ۱۳۷۶)               |
| محمود داستانی (۱۳۷۶ تا ۱۳۷۷)               |
| ولی‌الله صنایع پرکار (۱۳۷۷ تا ۱۳۸۶)         |
| مظاهر حامی کارگر (۱۳۸۶ تا ۱۳۸۹)            |
| آبس اسفندیار (۱۳۸۹ تا ۱۳۹۱)                |
| محمد محمدی (۱۳۹۱ تاکنون)                   |

## دانش‌آموختگان مشهور
به ترتیب حروف الفبا
- ابوالقاسم بختیار، نخستین متخصص جراح ایرانی
- ابوالفضل باقری، مهندس برجسته کشور در حوزه نفت و از خیرین مدرسه ساز
- داریوش آشوری، نویسنده و مترجم معاصر ایرانی[۳۰]
- کاوه آفاق، بازیگر و خواننده و ترانه‌سرا ایرانی[۳۱]
- محمد علی اسلامی ندوشن، شاعر، منتقد، مترجم و پژوهشگر برجستهٔ ایرانی[۳۲]
- حسن اکبرزاده، ریاضیدان و پژوهشگر برجسته ایرانی[۳۳]
- حسینعلی البرز، خیر و مؤسس بنیاد فرهنگی البرز[۳۴]
- حسین امانت، طراح و معمار ایرانی و طراح برج آزادی تهران[۳۵]
- نیما امیری، مدیر فروشگاه‌های زنجیره ای خانه تو، بنیان‌گذار خیریه ندای پاک هورمزد[۳۰]
- عباس امانت، استاد دانشگاه بازنشسته و مؤلف تاریخ ایران
- عبدالله انوار، مترجم ایرانی و از پیش‌کسوتان معاصر نسخه‌شناسی در ایران[۳۵]
- مهدی بهادری‌نژاد، استاد مهندسی مکانیک دانشگاه صنعتی شریف، برگزیده همایش چهرهٔ ماندگار، معاون پژوهشی فرهنگستان علوم و دارندهٔ نشان درجه یک دانش[۳۰]
- فیروز پرتوی، اولین رئیس دانشکده فیزیک دانشگاه صنعتی شریف[۳۶]
- محمدرضا تقوی فرد، شاعر، نویسنده و روزنامه نگار، سیاستمدار و حقوقدان، استاد هنر و رسانه و نظریه پرداز ایرانی
- علی جوان، فیزیکدان ایرانی و مخترع لیزر گازی[۳۵]
- مصطفی چمران، دانش‌آموخته دانشگاه برکلی کالیفرنیا و وزیر دفاع سابق ایران[۳۵]
- صادق چوبک، نویسنده ایرانی و از پیشگامان داستان‌نویسی مدرن ایران[۳۰]
- سلیمان حییم، فرهنگ نویس، مترجم، نویسنده و شاعر ایرانی، ملقب به «پدر فرهنگ نویسی دوزبانه ایران»[۳۷]
- ارتشبد خاتم، فرمانده نیروی هوایی شاهنشاهی ایران، همسر فاطمه پهلوی[۳۸]
- همایون خرم، نوازندهٔ نامدار ویولن، موسیقی‌دان و آهنگ‌ساز ایرانی[۲۶]
- سیروان خسروی، خواننده و آهنگساز ایرانی[۳۹]
- هاراطون داویدیان، از بنیان‌گذاران روان‌پزشکی در ایران[۴۰]
- رضا درمیشیان، کارگردان سینما[۴۱]
- یاسر رودی، فیزیکدان و برنده جایزه اریک کندل اروپا در سال ۲۰۱۵ و جزو ده دانشمند برتر مجله ساینس نیوز[۴۲][۴۳]
- ادوارد زهرابیان، معمار و طراح ایرانی و طراح نشان هواپیمایی ملی ایران (هما)[۴۴][۴۵]
- منوچهر ستوده، ایران‌شناس، جغرافیدان و پژوهشگر ایرانی[۴۶]
- سعید سهراب‌پور، رئیس دانشگاه صنعتی شریف از سال ۱۳۷۶ تا ۱۳۸۹، قائم مقام بنیاد ملی نخبگان، عضو پیوسته فرهنگستان علوم و چهره ماندگار[۴۷]
- خسرو سینایی، کارگردان، فیلم‌نامه‌نویس، آهنگساز و نوازنده[۴۸]
- جادی میرمیرانی، برنامه‌نویس و فعال حوزهٔ تکنولوژی‌های جدید و جامعهٔ نرم‌افزار آزاد و متن‌باز
- مهدی ضرغامی، پنجمین نایب‌التولیه (رئیس) دانشگاه صنعتی شریف[۴۹]
- منوچهر طیاب، مستندساز، نویسنده، عکاس، و منتقد اهل وین
- بهزاد عبدی، آهنگساز ایرانی[۵۰]
- عادل فردوسی پور، گزارشگر فوتبال ایران[۳۰]
- داریوش فرهود، پدر علم ژنتیک ایران[۵۱]
- سیاوش قمیشی، خواننده، آهنگ ساز، ترانه‌سرا[۵۲]
- محمدعلی همایون کاتوزیان، اقتصاددان، تاریخ‌نگار، کاوشگر علوم سیاسی و منتقد ادبی[۵۳]
- لطفی زاده، بنیان‌گذار منطق فازی و استاد دانشگاه برکلی[۵۴]
- بهرام مبشر، مدیر ارشد ناسا و پژوهشگر تلسکوپ هابل[۳۰]
- حسین محجوبی، نقاش صاحب نام معاصر ایران و از چهره‌های بین‌المللی هنر نقاشی[۵۵]
- جمشید مشایخی، بازیگر صاحب سبک سینما و تلویزیون ایران و چهره ماندگار در سینما[۳۰]
- طهماسب مظاهری، وزیر امور اقتصادی و دارایی کابینه سید محمد خاتمی و رئیس سابق بانک مرکزی[۵۶]
- روزبه معین، نویسنده معاصر[۵۷]
- مصطفی میرسلیم، وزیر سابق ارشاد و عضو هیئت علمی دانشگاه امیر کبیر و کاندیدای دوازدهمین دوره انتخابات ریاست جمهوری[۵۸]
- فرزاد ناظم، کارآفرین ایرانی-آمریکایی و مدیر فنی شرکت یاهو[۳۰]
- محمد حسین وزیری-دکترای تخصصی آموزشی بهداشت و ارتقاء سلامت و استادیار دانشگاه علوم پزشکی شهید بهشتی
- کامران وفا، فیزیک‌دان و استاد ایرانی-آمریکایی فیزیک در دانشگاه هاروارد[۵۹]
- افشین یداللهی، ترانه‌سرا و پزشک متخصص اعصاب و روان[۶۰]

## دبیرستان البرز و شبانه‌روزی آن
این کتاب را نشر بیستون، ۱۳۷۸ در تهران و در ۸۸۰ صفحه منتشر کرد. کتاب را اسدالله موسوی‌ماکوئی گرد آورده‌است. در این کتاب، مجموعه فعالیت‌های دبیرستان البرز و شعبه شبانه‌روزی آن ـ از آغاز تا زمان چاپ اثر ـ معرفی شده‌است. رشته‌های تحصیلی، انجمن‌ها، استادان و شاگردان برجسته، شرایط ورود، سازمان و تشکیلات، مراسم‌ها، و نام دانش‌آموختگان مطالب کتاب را تشکیل می‌دهد. کتاب با تصاویر بسیار همراه است. در بخش عمده‌ای از کتاب (صفحه ۲۹۳ تا ۸۷۲) نام دانش‌آموختگان دبیرستان البرز از سال تحصیلی ۱۳۲۰–۱۳۱۹ تا ۱۳۷۶–۱۳۷۵ خورشیدی آمده‌است.

## فیلمبرداری در البرز
بناهای قدیمی دبیرستان البرز و موقعیت دبیرستان در مرکز شهر، سبب شده تا پس از انقلاب برای لوکیشن شماری از فیلم‌ها و به‌ویژه سریال‌های تاریخی از دبیرستان البرز استفاده شود. برای نمونه می‌توان به سریال‌هایی چون کلاه پهلوی، مدار صفر درجه، زیر تیغ، پهلوانان نمی‌میرند، کارآگاه، نهنگ عنبر، چارچنگولی، شهید رجایی و محاکمه، و سریال خاتون اشاره کرد.

## نگارخانه

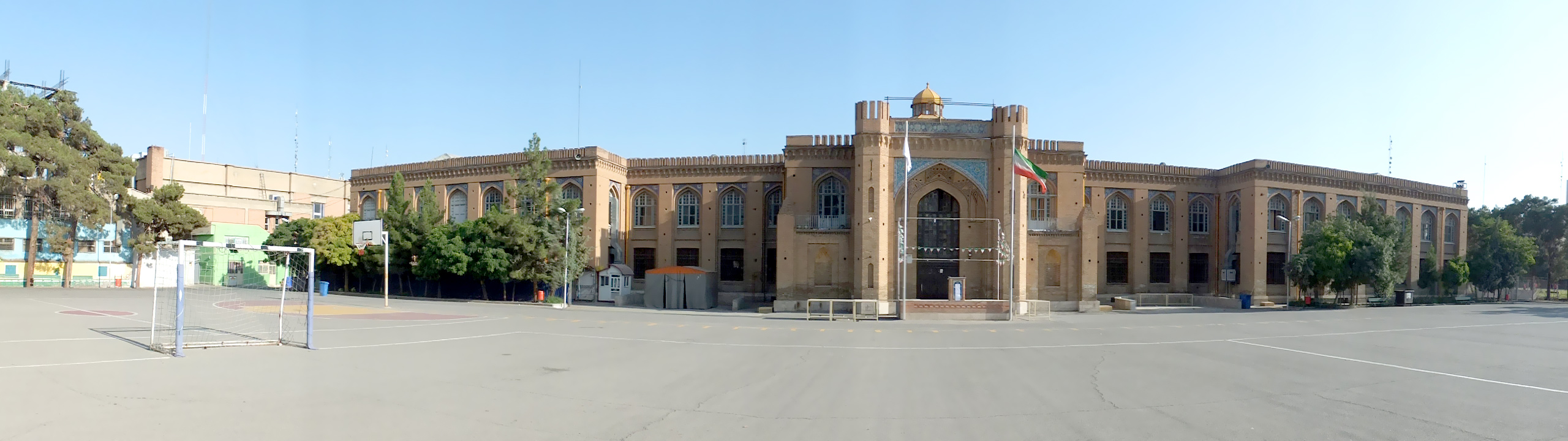
نمای شمالی ساختمان مرکزی دبیرستان البرز

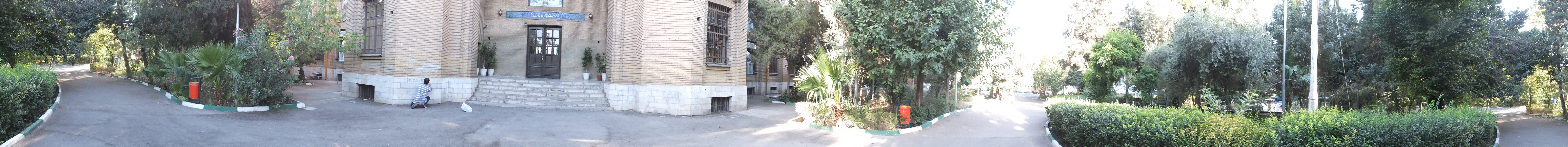
سراسر نمای جنوبی ساختمان مرکزی دبیرستان البرز

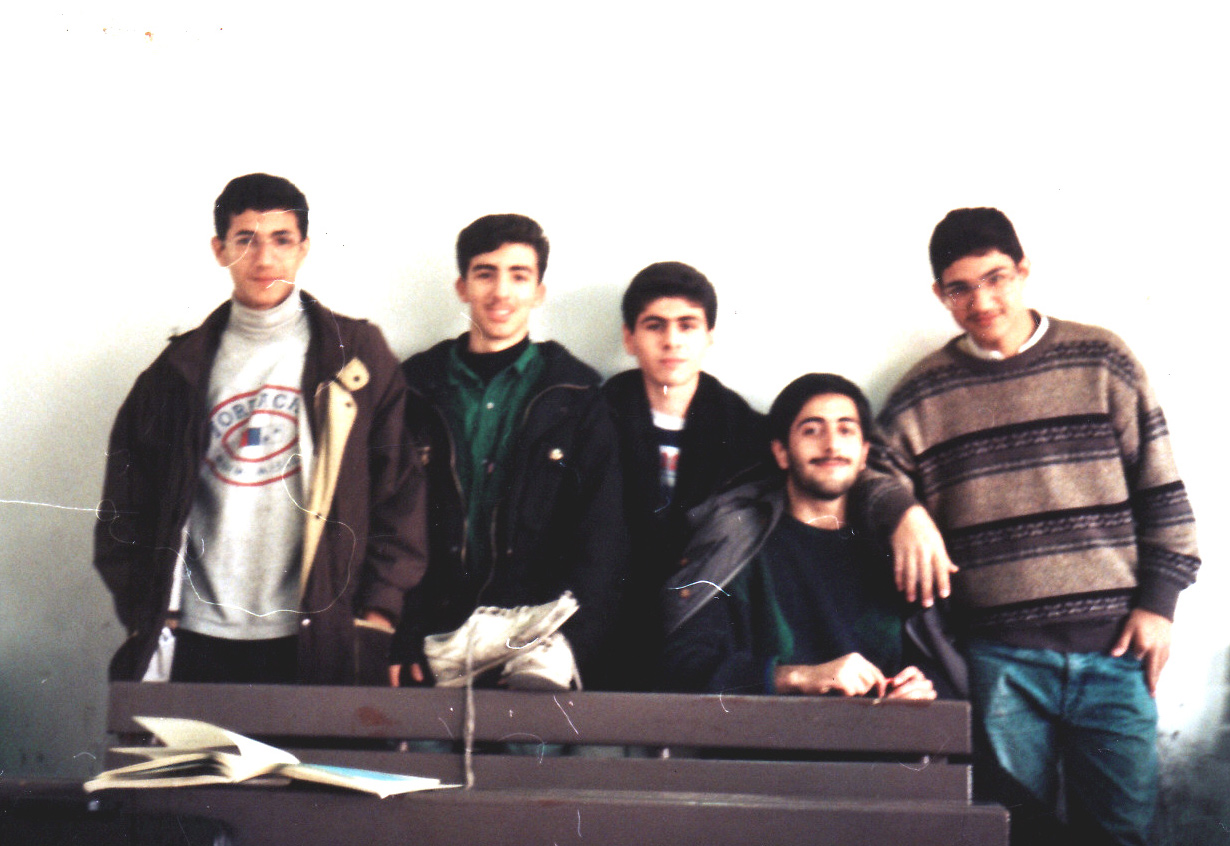
چند دانش آموز دبیرستان البرز (۱۳۷۴)
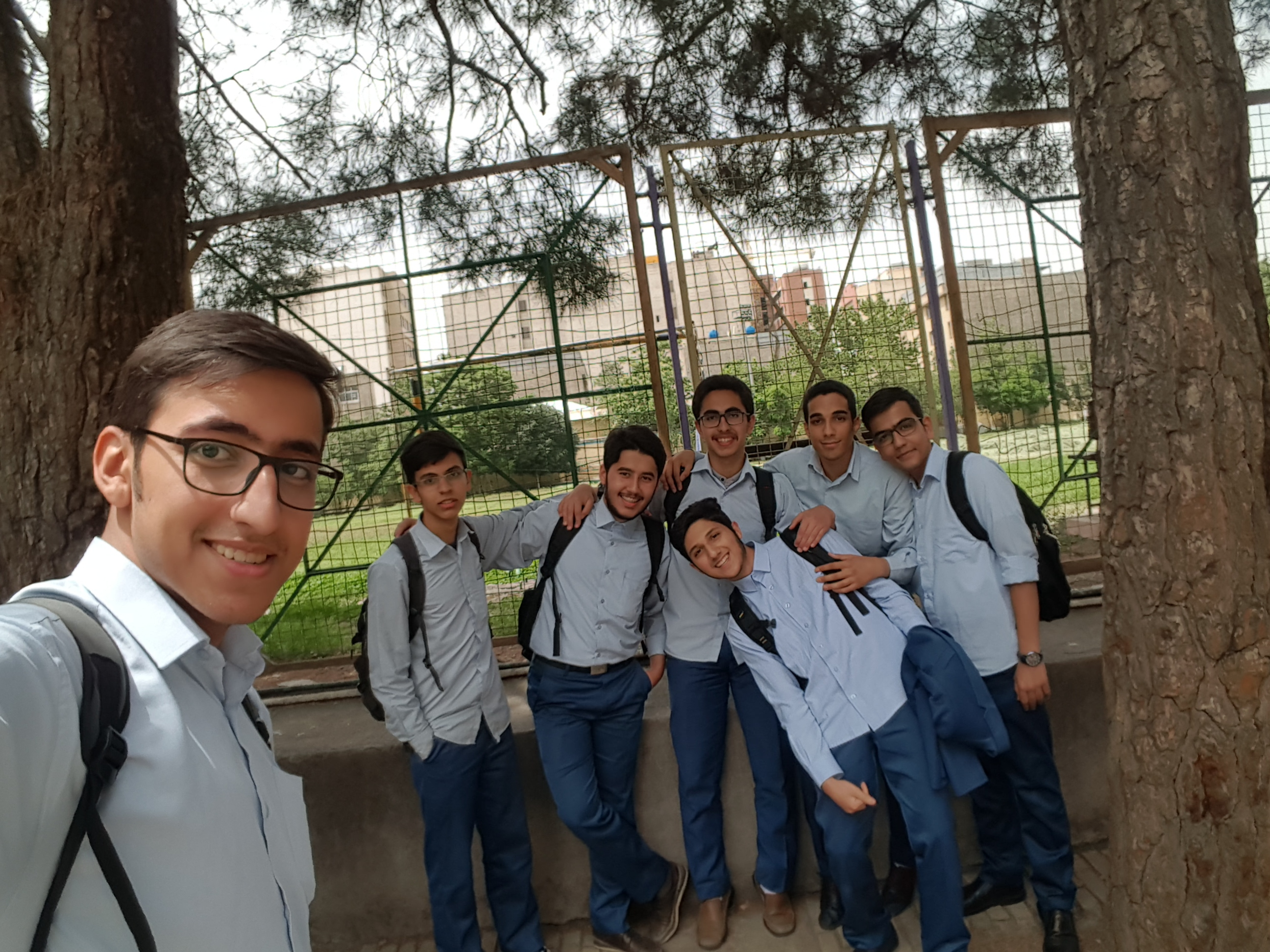
تعدادی از دانش آموزان در کنار زمین فوتبال دبیرستان (۱۳۹۷)
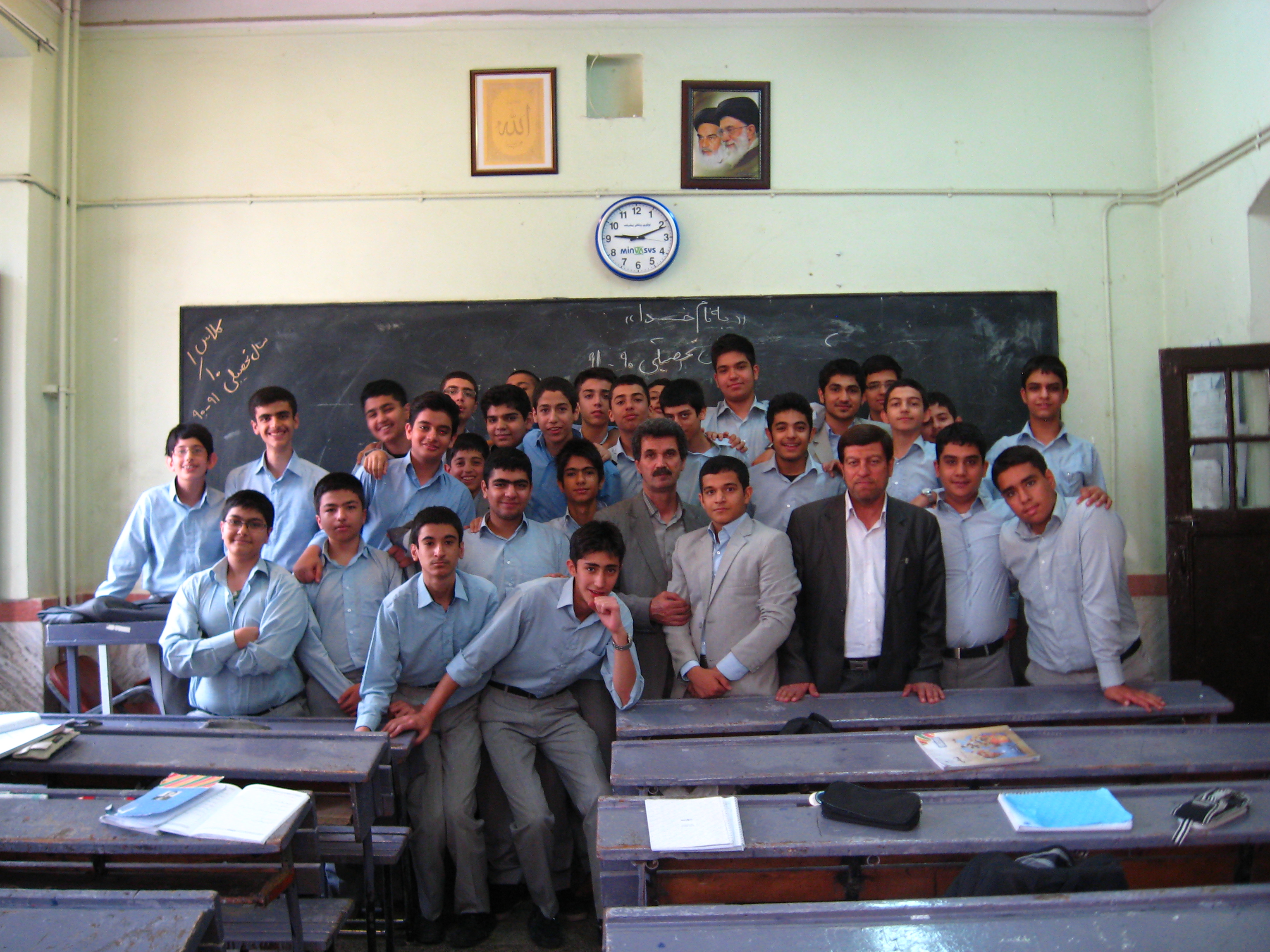
دانش آموزان کلاس ۱٫۱۰ دبیرستان البرز (۱۳۹۰)
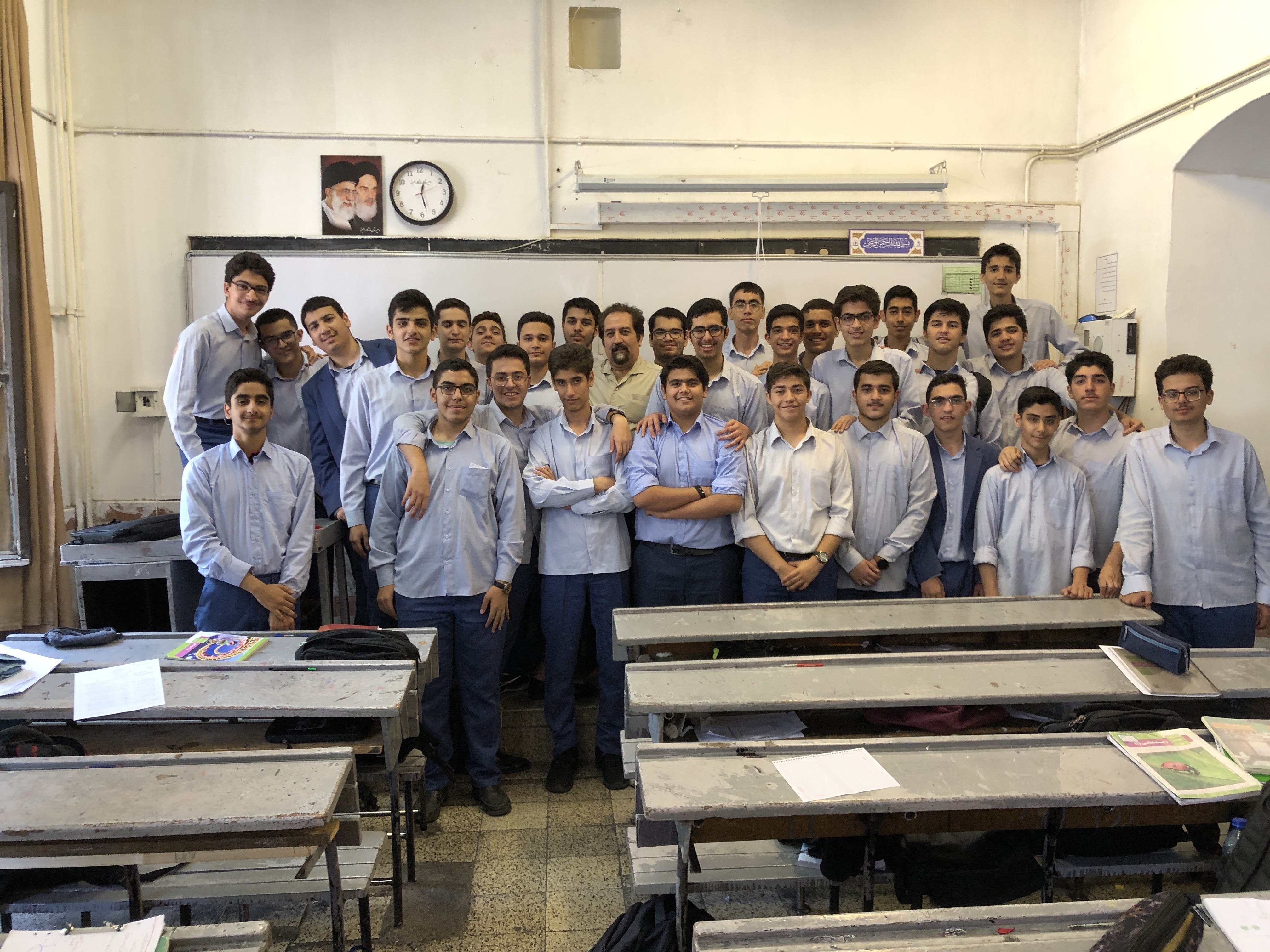
دانش آموزان کلاس ۱۱۱(۱.۱۰) دبیرستان ماندگار البرز(۱۴۰۲)
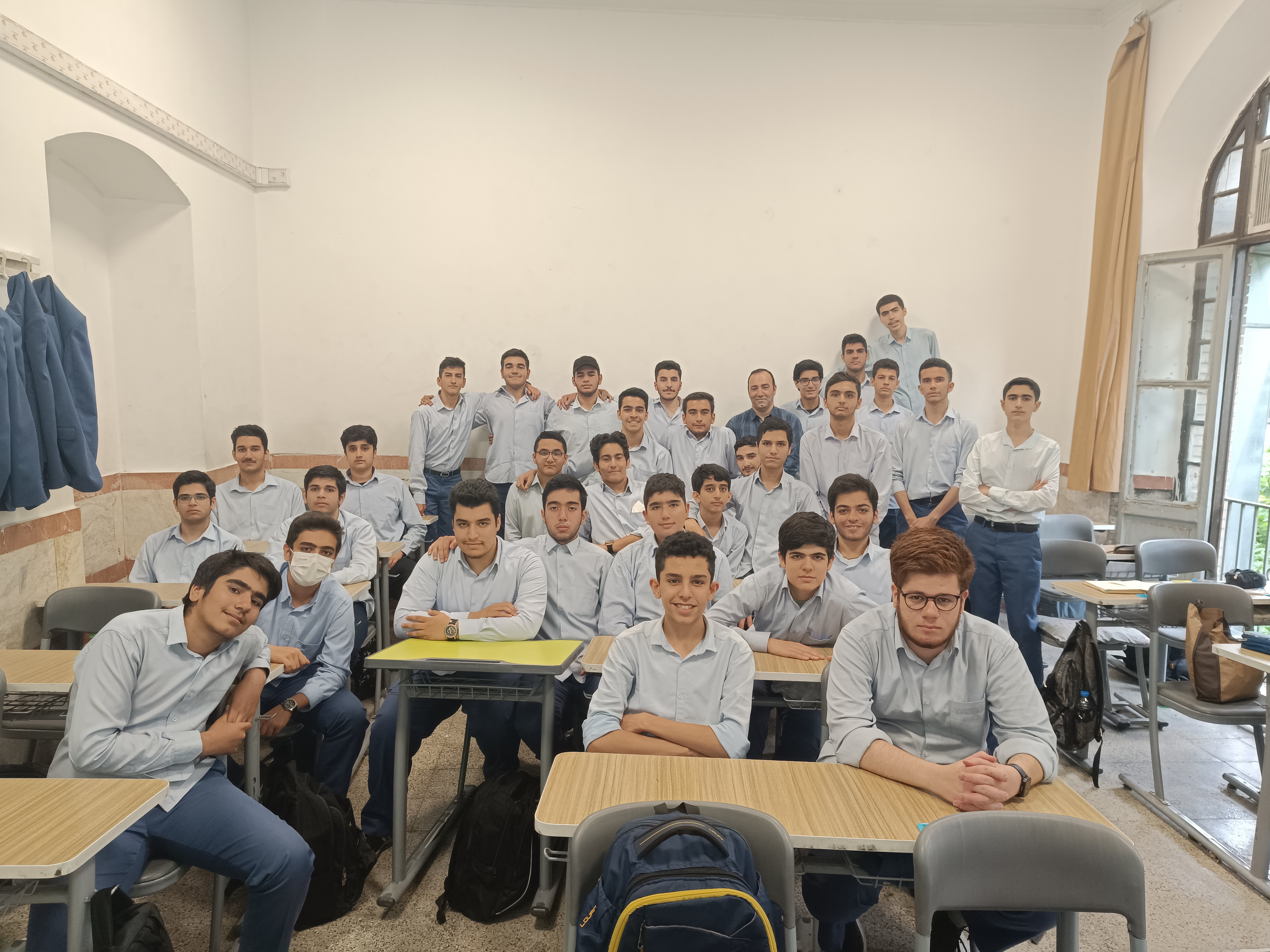
کلاس ۱۰۸ ریاضی در سال تحصیلی ۱۴۰۲-۱۴۰۳ (همراه با دبیر فیزیک استاد صالح)
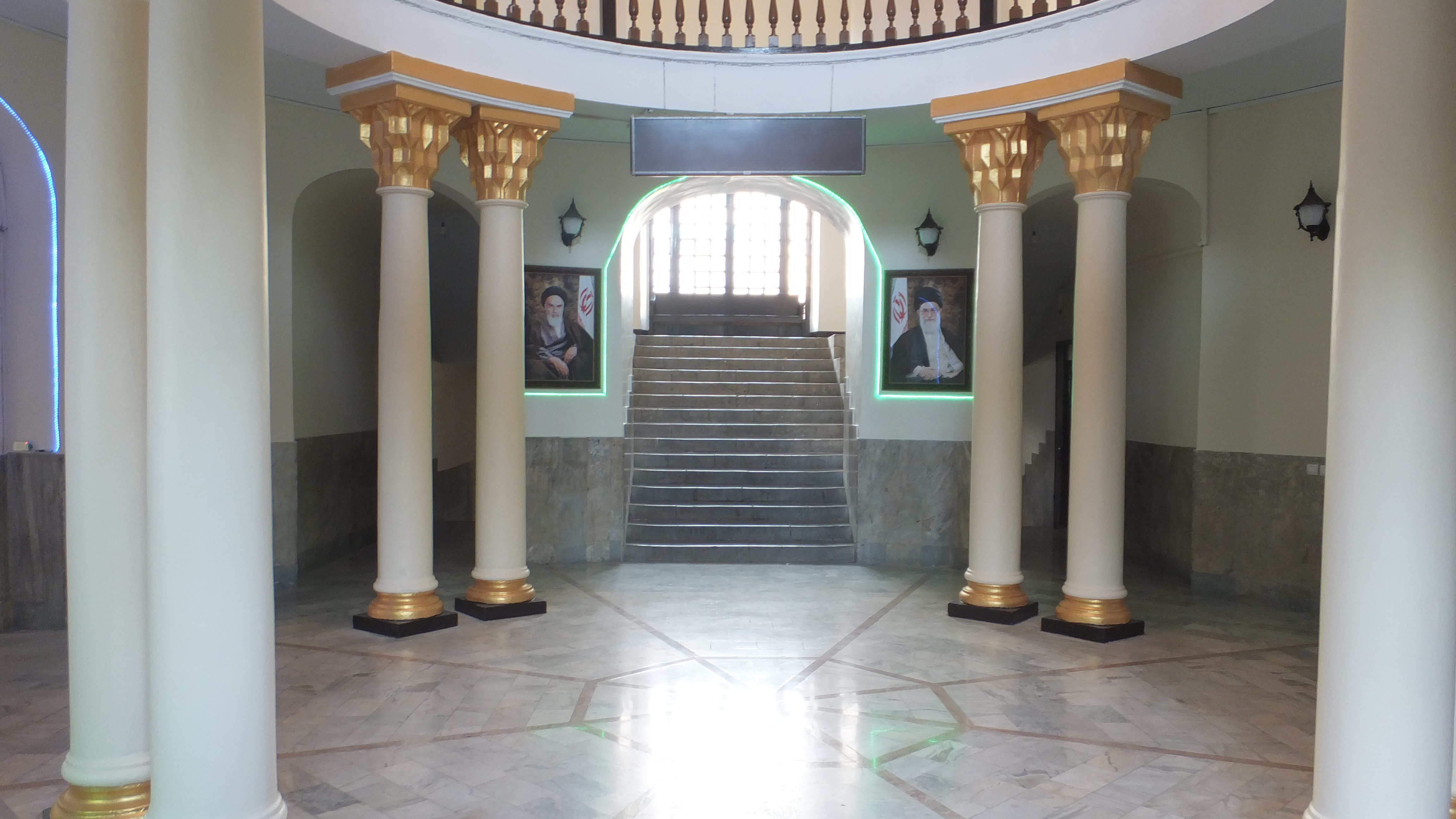
طبقه اول ساختمان مرکزی
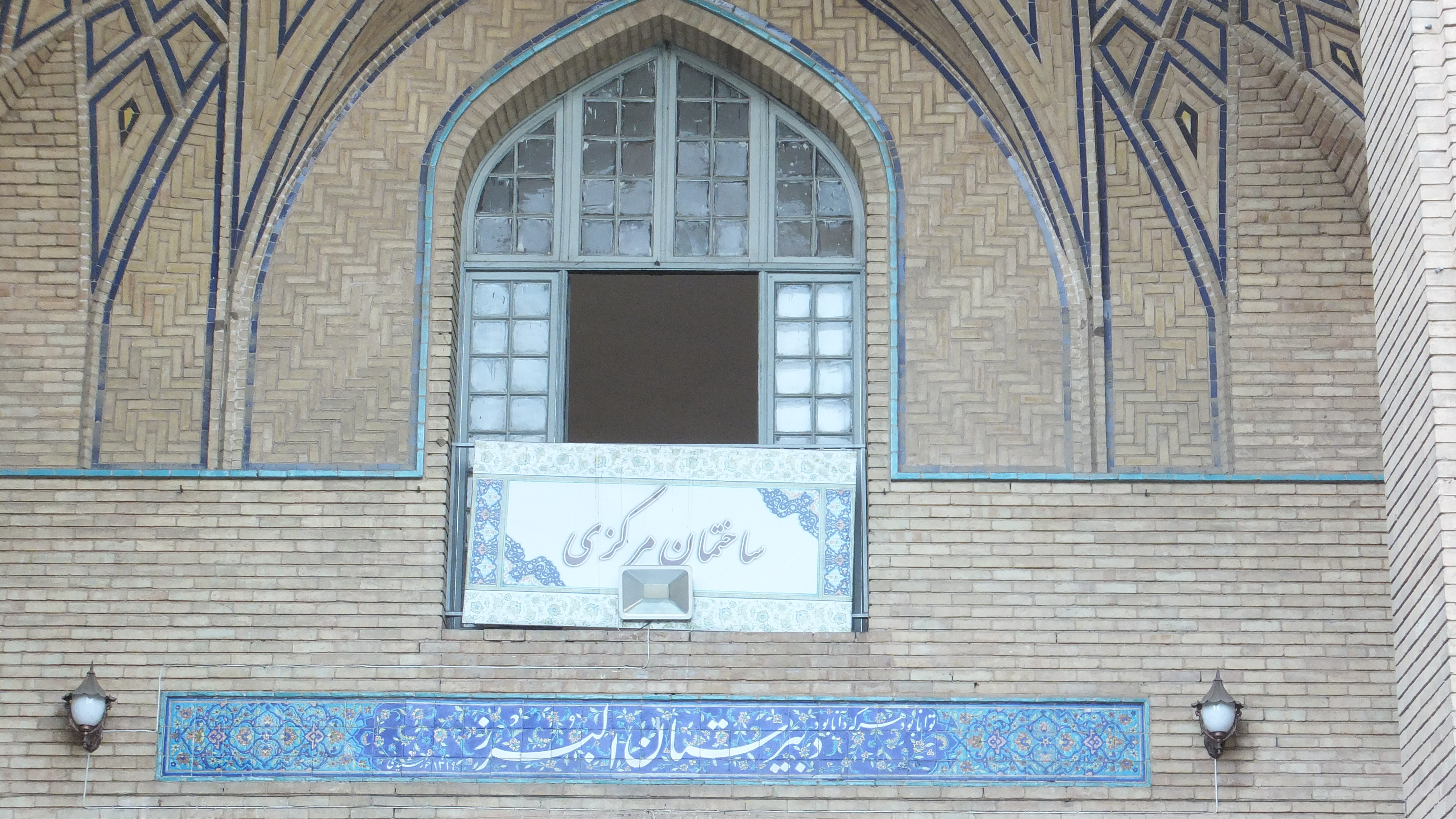
بخشی از نمای جنوبی ساختمان مرکزی
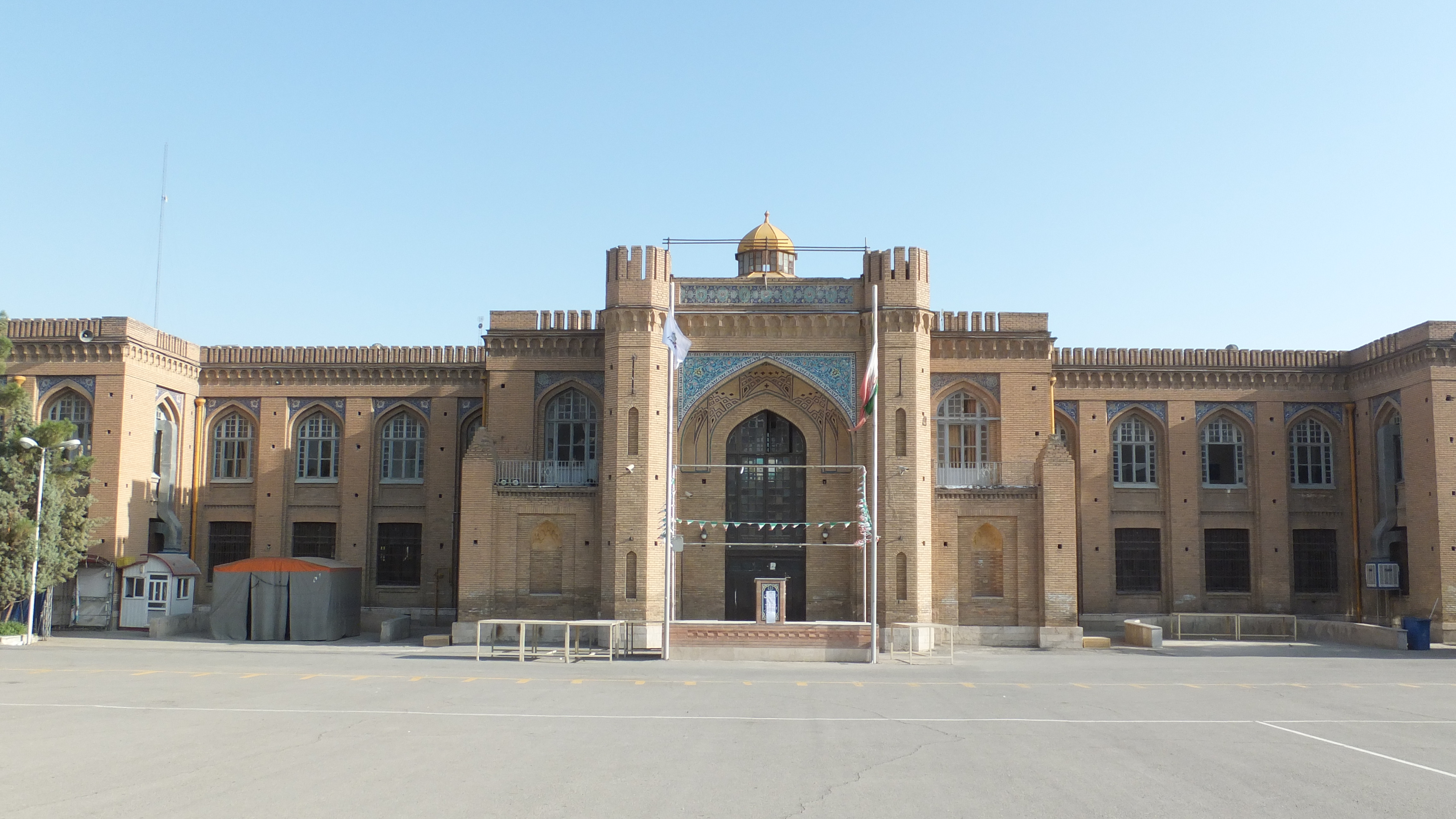
نمای شمالی ساختمان مرکزی
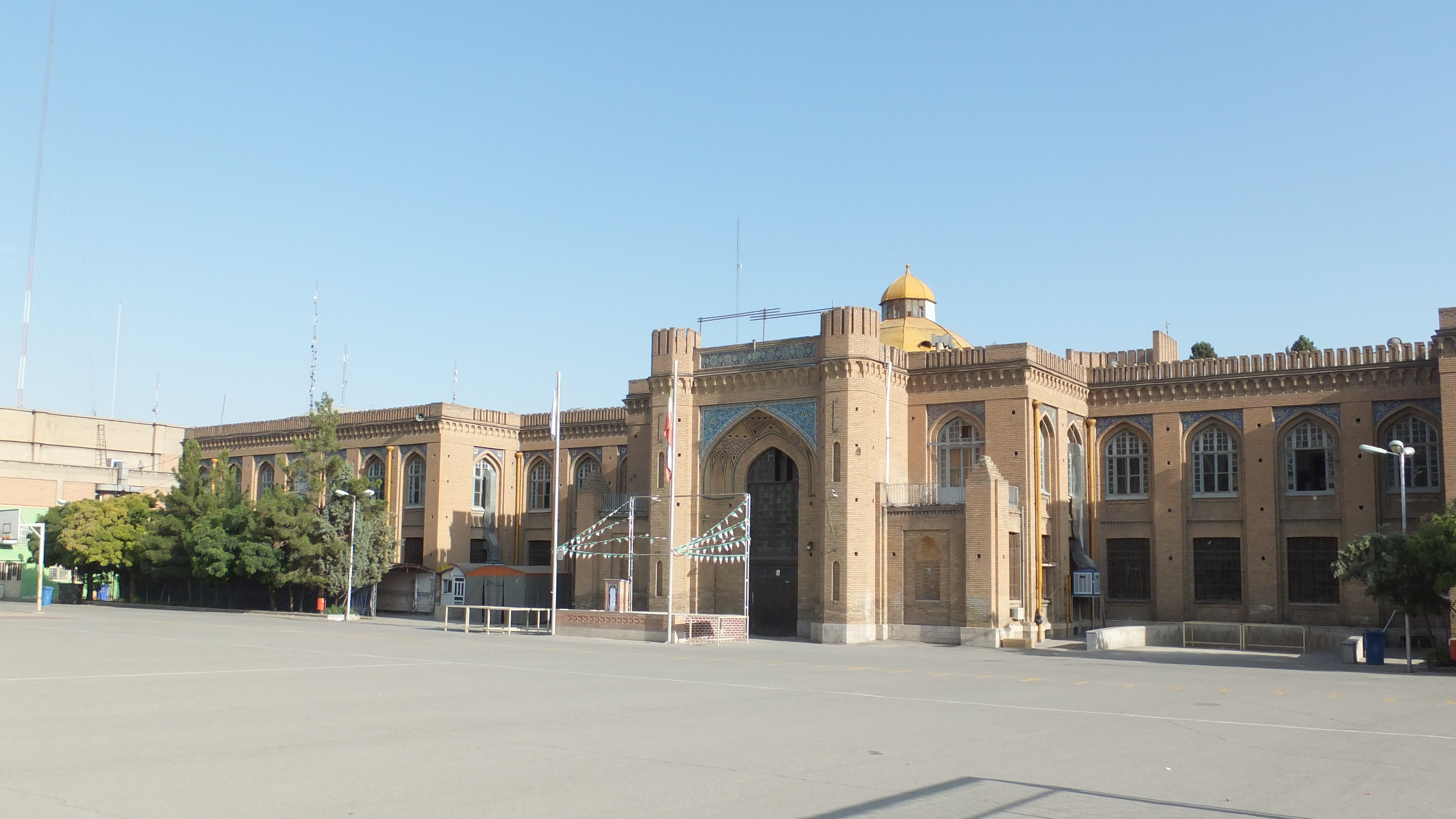
نمای شمالی ساختمان مرکزی
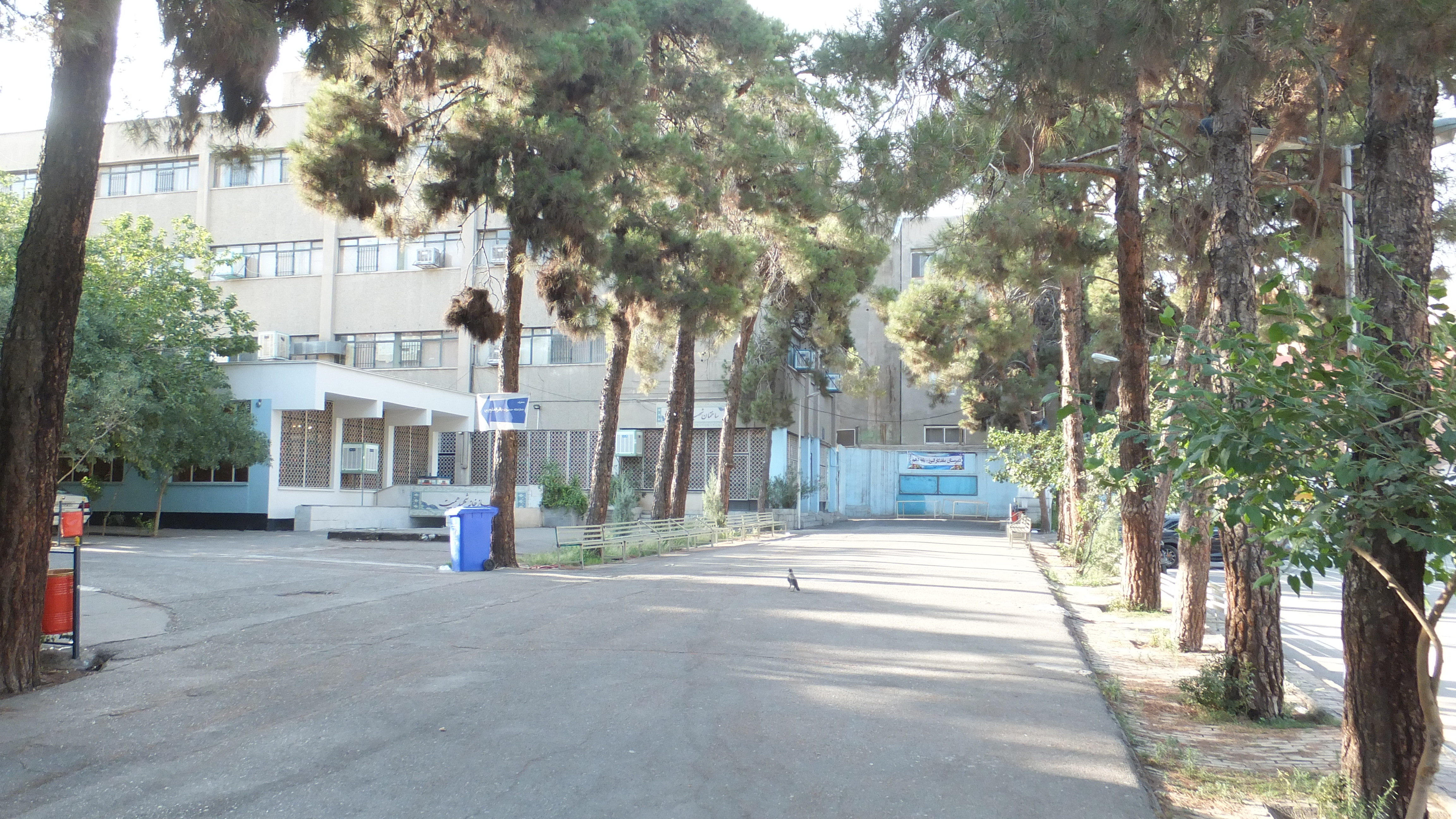
بخش غربی دبیرستان و ساختمان شهید ولی‌زاده
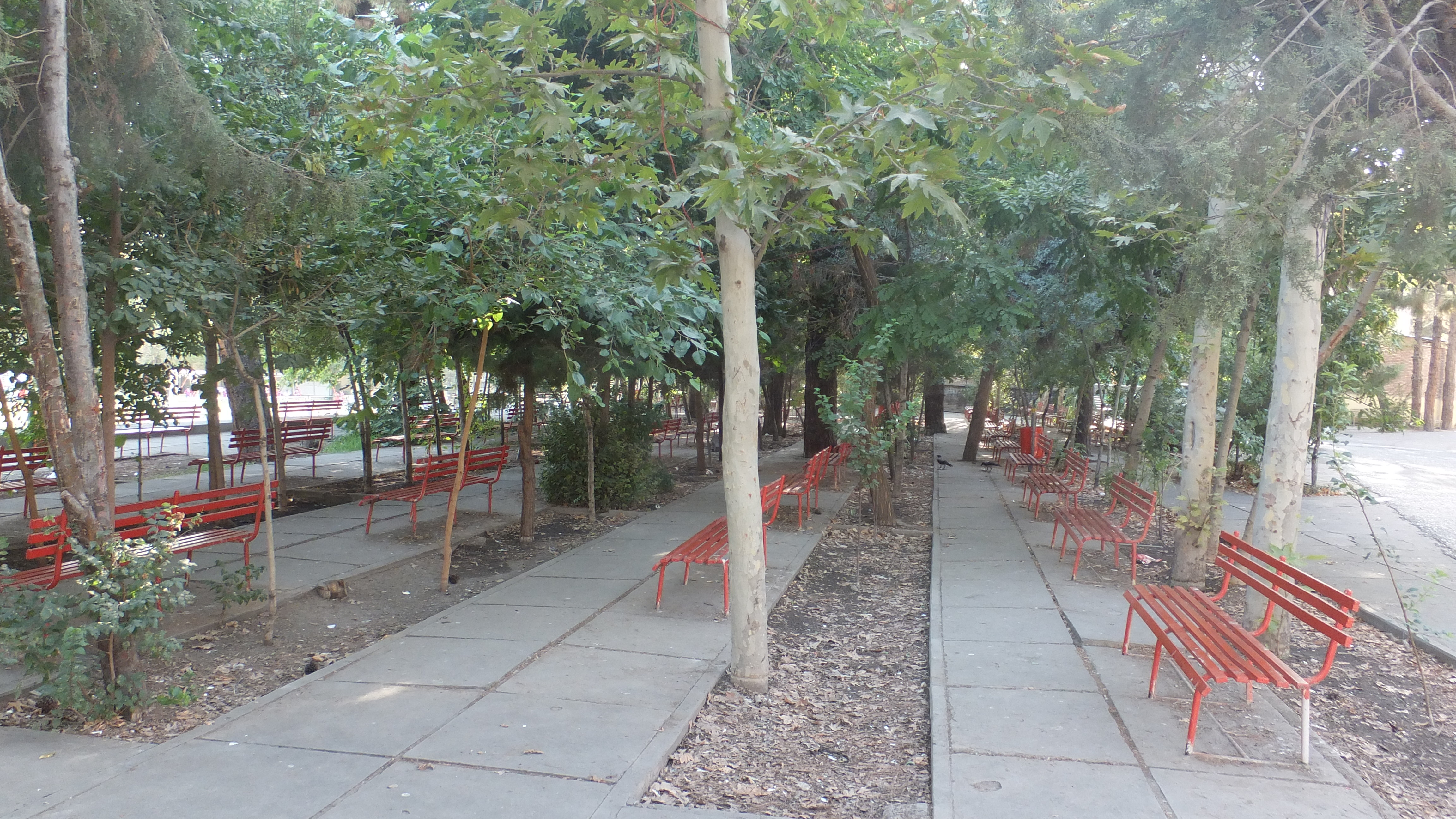
محوطه و نیمکتهای بخش غربی دبیرستان
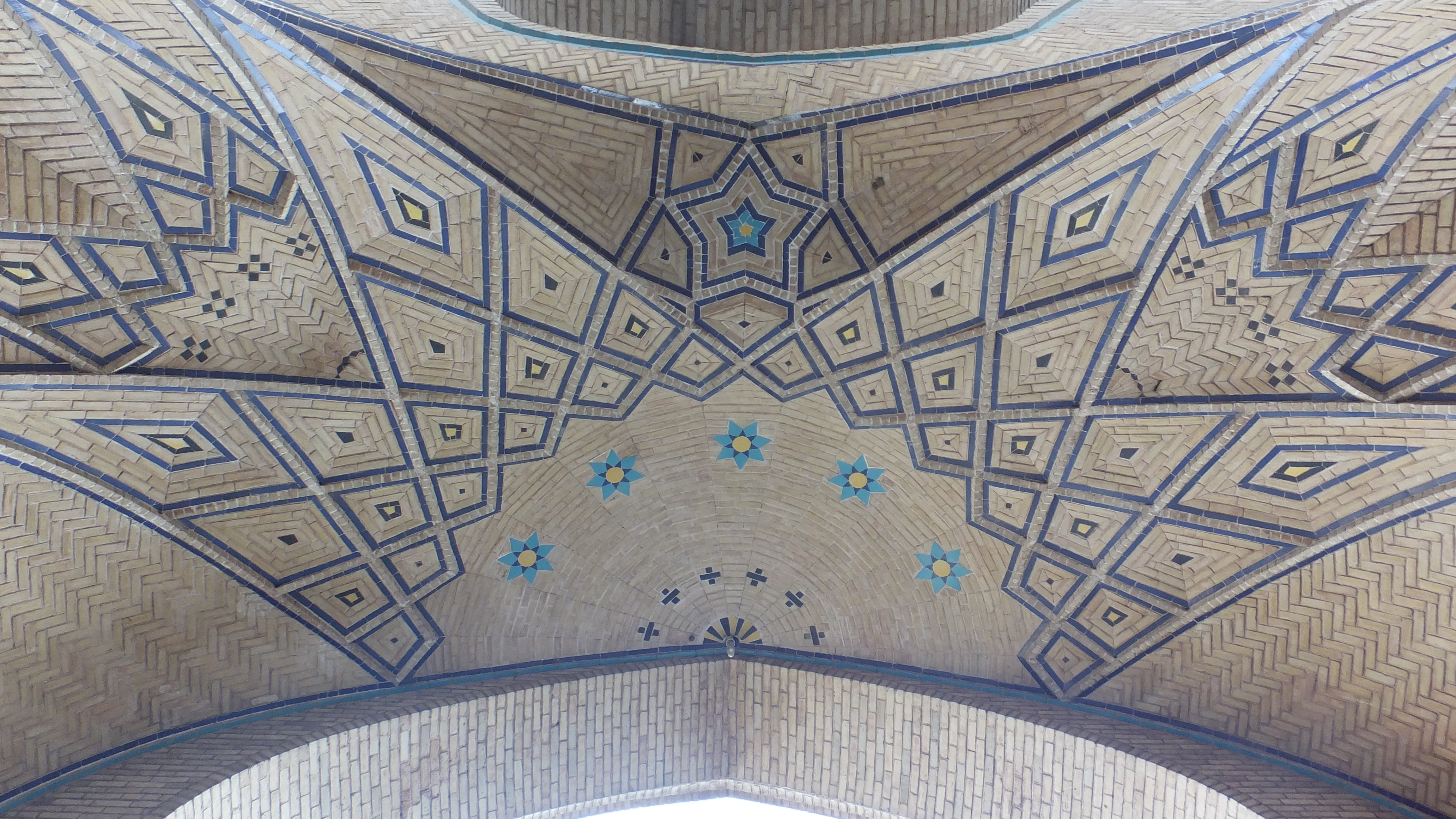
معماری ساختمان مرکزی
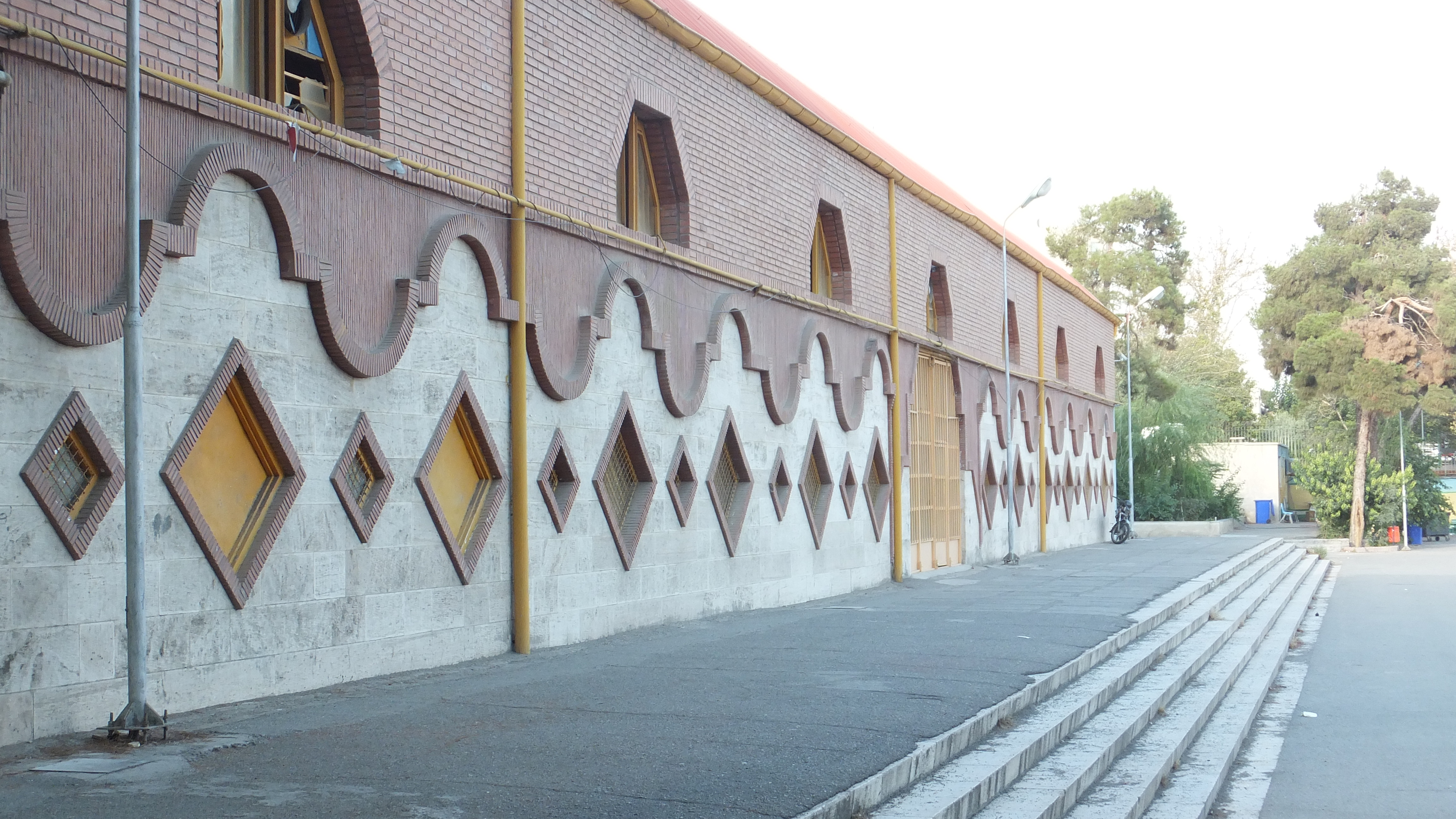
نمایی از سالن ورزش دبیرستان البرز
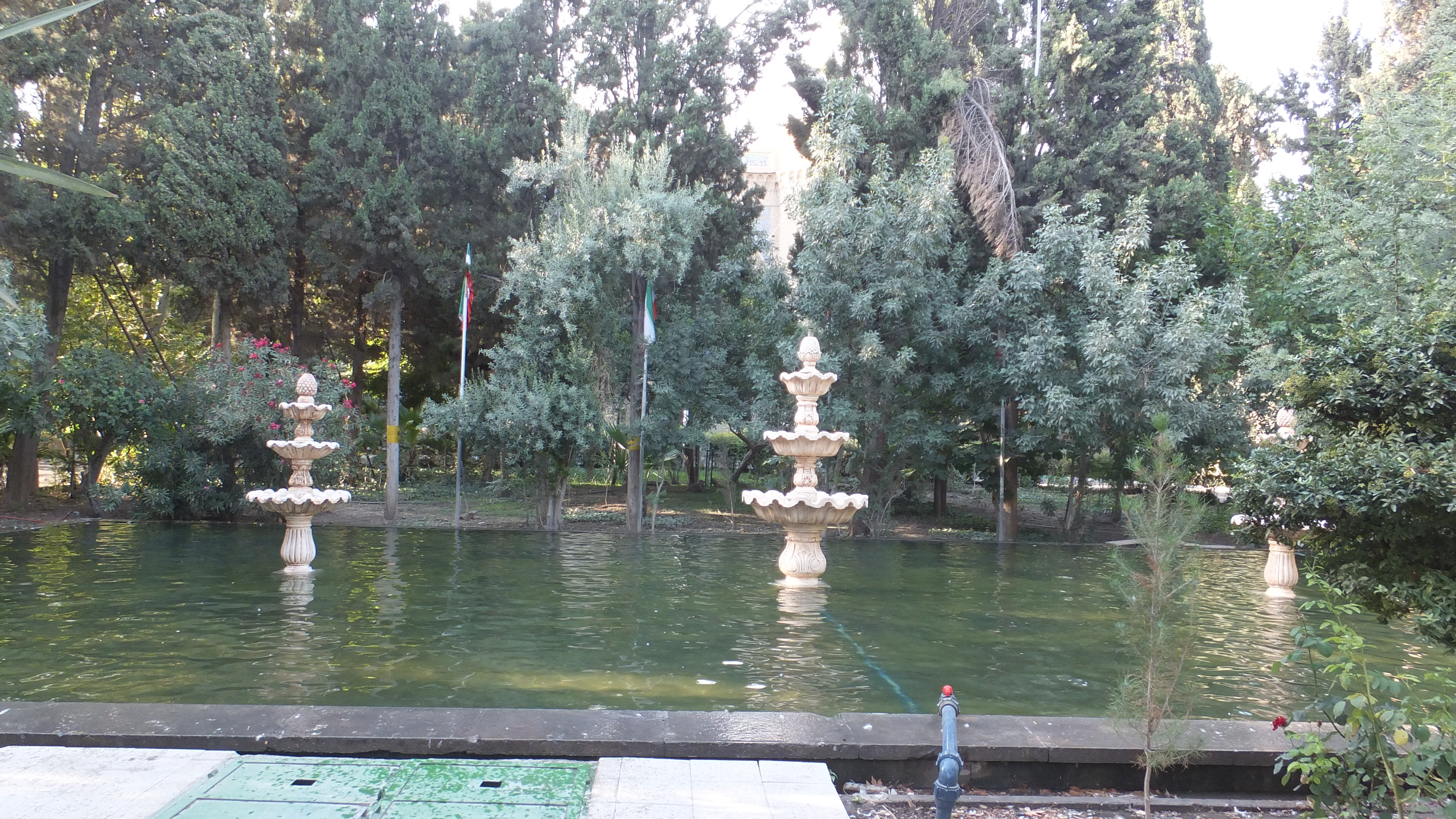
حوضچه ورودی دبیرستان